# Josef Řebíček

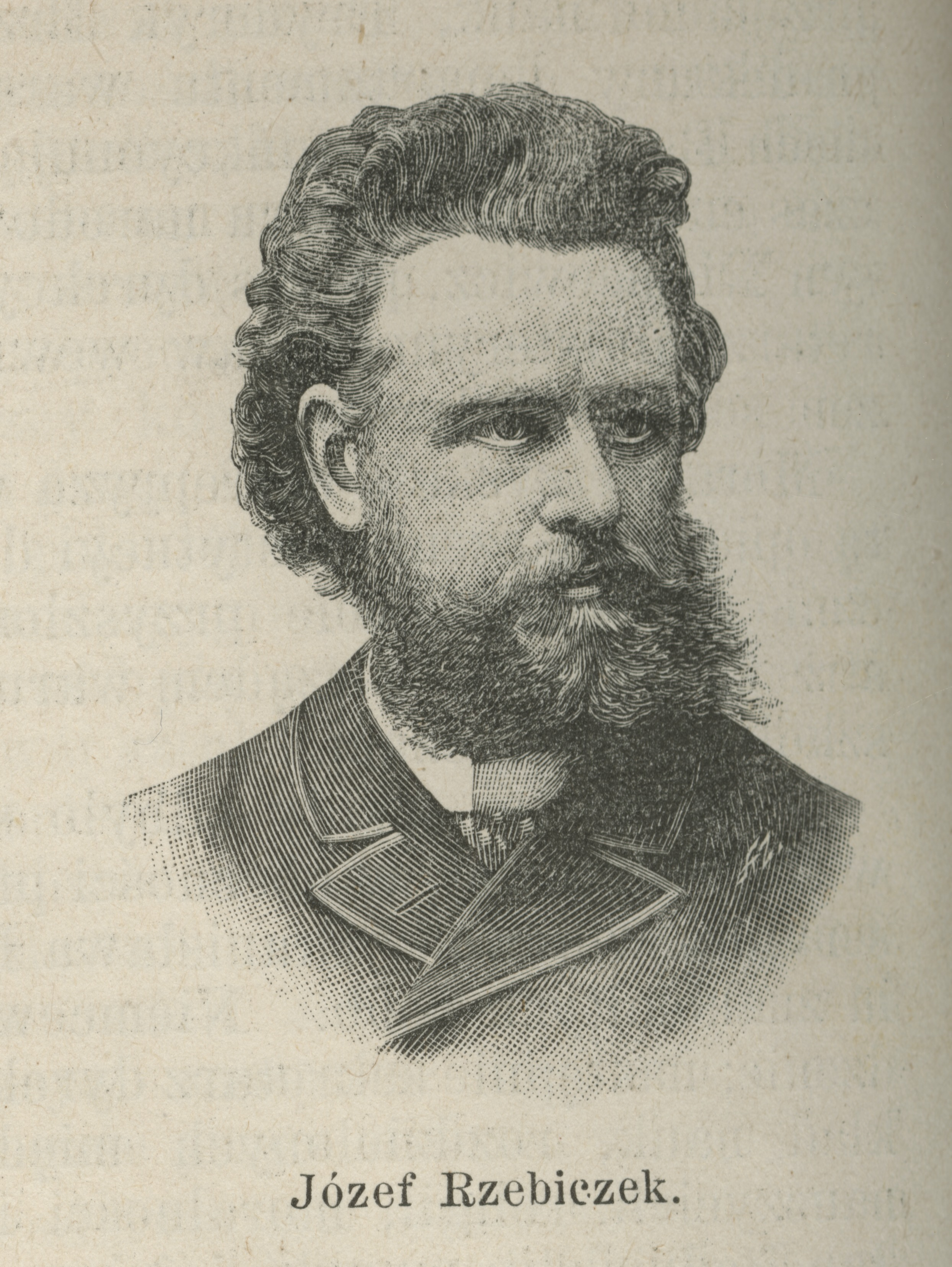

Josef Řebíček, född 7 februari 1844 i Prag, Böhmen, Kejsardömet Österrike, död 24 mars 1904 i Berlin, var en tjeckisk musiker.
Řebíček utbildades vid Prags musikkonservatorium till violinist, var därefter konsertmästare och kapellmästare vid teatrar i Weimar, Prag, Wiesbaden, Warszawa och Budapest samt 1897–1903 dirigent för Berlinerfilharmonikerna. Han komponerade bland annat en symfoni i H-moll.